# فرد هاس
فرد هاس (بالإنجليزية: Fred Haas)‏ هو لاعب غولف أمريكي، ولد في 3 يناير 1916 في بورتلاند في الولايات المتحدة، وتوفي في 26 يناير 2004 في ميتايري في الولايات المتحدة.

## وصلات خارجية
- فرد هاس على موقع رابطة لاعبي الغولف المحترفين (الإنجليزية)